# Рок Лий
Рок Лий е измислен герой от японското аниме и манга серии Наруто, създадени от Масаши Кишимото. Рок (от анг. 'rock') енергичен, силен, див.
Рок Лий е хлапето, което не владее нито нинджуцу, нито генджуцу, а само тайджуцу, но въпреки това неговата мечта е да покаже на света, че може да стане нинджа дори само с тайджуцу. Всички му се подиграват и го наричат „Гъсти вежди“. Той тренира извънредно и много повече от другите, без никой да го кара, с надеждата да стане нинджа. Само Гай сенсей вярва в него и започва да го обучава (предполага се, че и Гай е бил същия като Лий). След като става генин и е в групата на Неджи Хюга и Тентен, постоянно се опитва да надвие Неджи, но безуспешно. Той с времето овладява много добре тайджуцу и го използва при битки. Гай сенсей го научава да отключва и 8-те порти, които засилват чакрата си. При битката си с Гаара, той използва техниката първичен лотос, като ход за победа, но силата на Гаара е по-голяма и битката продължава. Понеже лотосът изтощава много Лий и той едва се движи, но легендата разказва, че лотосът расте 2 пъти и така и Лий става също толкова бърз и този път чакрата му стига да отключи до 5-ата врата. След като го прави той атакува Гаара и отново прави първичния лотос, този път е по силен. След това дори изгубил от Гаара и отнесъл пясъчен ковчег, Лий се изправя само със силата на волята си.